# 5. Unterseebootsflottille
La 5. Unterseebootsflottille, également connue sous le nom de Unterseebootsflottille Emsmann, était la 5e flottille de sous-marins allemands de la Kriegsmarine pendant la Seconde Guerre mondiale.
Formée à Kiel le 1er décembre 1938 en tant que flottille de combat (Frontflottille), et placée sous le commandement du Kapitänleutnant Hans-Rudolf Rösing, elle a été baptisée Unterseebootsflottille Emsmann en l'honneur du Kapitänleutnant Hans Joachim Emsmann, un commandant d'U-Boot de la Première Guerre mondiale. Elle conserve cette appellation jusqu'en janvier 1940 date à laquelle la flottille est dissoute et ses navires réaffectués à la 1. Unterseebootsflottille. 
Pendant sa courte période d'activité (une année), la flottille composée de 6 unités coule 12 navires ennemis pour un total de 14 818 tonneaux.
En juin 1941, la flottille est affectée l'entrainement (Ausbildungsflottille) sous le nom de 5. Unterseebootsflottille, en gardant son port d'attache de Kiel, sous le commandement du Kapitänleutnant Karl-Heinz Moehle (en). 336 U-Boote seront formés par cette flottille et deviendront opérationnels. Celle-ci est dissoute en mai 1945.

## Affectations
- Décembre 1938 à décembre 1939 : Kiel ;
- Juin 1941 à mai 1945 : Kiel.

## Commandement
| Nom                    | Grade            | Début          | Fin           |
| Hans-Rudolf Rösing     | Korvettenkapitän | Décembre 1938  | Décembre 1939 |
| Karl-Heinz Moehle (en) | Kapitänleutnant  | Juin 1941      | Août 1942     |
| Hans Pauckstadt        | Korvettenkapitän | Septembre 1942 | Novembre 1942 |
| Karl-Heinz Moehle (en) | Korvettenkapitän | Novembre 1942  | Mai 1945      |

## Unités
La flottille a reçu un total de 342 unités durant son service, 6 comme flottille de combat et 336 comme flottille d'entraînement comprenant des U-boots de type II B, C et D, de type VII B, C, C/41, C/42 et F, de type IX, de type X B, de type XVII A et B, de type XXI et de type XXIII.
Unités de la 5. Unterseebootsflottille:
- U-11
- U-38
- U-56, U-57, U-58, U-59
- U-60, U-61
- U-86
- U-91, U-92
- U-134, U-135, U-142
- U-208, U-210, U-211, U-213, U-214, U-215, U-216, U-217, U-218, U-221, U-224, U-225, U-226, U-227, U-228, U-229, U-230, U-231, U-232, U-234, U-235, U-236, U-237, U-238, U-239, U-240, U-241, U-242, U-243, U-244, U-245, U-246, U-247, U-248, U-249, U-250, U-257, U-258, U-259, U-262
- U-301, U-320, U-333, U-336, U-337, U-348, U-353, U-354, U-355, U-360, U-364, U-365, U-366, U-374, U-375, U-380, U-381, U-382, U-384, U-385, U-386, U-387, U-388, U-389, U-390, U-391, U-392, U-393, U-394, U-396, U-397, U-398, U-399
- U-400, U-403, U-407, U-408, U-409, U-410, U-435, U-436, U-439, U-440, U-441, U-442, U-454, U-455, U-466, U-467, U-468, U-469, U-470, U-471, U-472, U-473, U-475, U-476, U-477, U-478, U-479, U-480, U-481, U-482, U-483, U-484, U-485, U-486
- U-578, U-579, U-580, U-581, U-582, U-583, U-584
- U-600, U-601, U-602, U-603, U-604, U-605, U-606, U-607, U-608, U-609, U-610, U-611, U-617, U-618, U-619, U-626, U-627, U-628, U-629, U-630, U-631, U-632, U-633, U-634, U-635, U-636, U-637, U-638, U-639, U-640, U-641, U-642, U-643, U-644, U-645, U-646, U-647, U-648, U-649, U-650, U-654, U-656, U-659, U-660, U-661, U-662, U-663, U-665, U-666, U-667, U-668, U-669, U-670, U-671, U-672, U-673, U-674, U-675, U-676, U-677, U-678
- U-702, U-705, U-706, U-708, U-709, U-710, U-711, U-714, U-715, U-716, U-717, U-718, U-719, U-749, U-750, U-754, U-755, U-759, U-792, U-793, U-794, U-795
- U-828
- U-904, U-951, U-952, U-953, U-954, U-955, U-956, U-957, U-958, U-959, U-960, U-961, U-962, U-963, U-964, U-965, U-966, U-967, U-968, U-969, U-970, U-971, U-972, U-973, U-974, U-975, U-976, U-977, U-978, U-979, U-980, U-981, U-982, U-983, U-984, U-985, U-986, U-987, U-988, U-989, U-990, U-991, U-992, U-993, U-994, U-995, U-997, U-998, U-999
- U-1001, U-1008, U-1051, U-1052, U-1053, U-1054, U-1055, U-1056, U-1057, U-1058, U-1059, U-1060, U-1061, U-1062, U-1063, U-1064, U-1065, U-1105, U-1108, U-1110, U-1131, U-1132, U-1161, U-1162, U-1168, U-1195, U-1207, U-1210, U-1274, U-1275, U-1405, U-1406, U-1407
- U-2232, U-2333
- U-3501, U-3052, U-3503, U-3504, U-3505, U-3506, U-3507, U-3508, U-3509, U-3510, U-3511, U-3512, U-3513, U-3514, U-3515, U-3516, U-3517, U-3518, U-3519, U-3521, U-3522, U-3523, U-3524, U-3525, U-3526, U-3527, U-3528, U-3529, U-3530
- U-4701, U-4702, U-4703, U-4704, U-4705, U-4706, U-4707, U-4709, U-4710, U-4711, U-4712
- UF-2, UD-1, UD-3, UD-4, UD-5.